# Mirai no Mirai
Mirai no Mirai (未来のミライ) é um filme de animé japonês realizado e escrito por Mamoru Hosoda. Estreou-se no Japão a 20 de julho de 2018. Foi dublado por Moka Kamishiraishi, Haru Kuroki, Gen Hoshino, Kumiko Aso, Mitsuo Yoshihara, Yoshiko Miyazaki, Kōji Yakusho e Masaharu Fukuyama.

## Sinopse
Kun, uma criança de quatro anos, viaja até um jardim mágico onde conhece a sua futura irmã Mirai que agora é adolescente, e ela regressa ao tempo para poder vê-lo.

## Elenco
- Moka Kamishiraishi como Kun (くんちゃん, Kun-chan)[3]
- Haru Kuroki como Mirai (ミライちゃん, Mirai-chan)[3]
- Gen Hoshino como pai (おとうさん, Otōsan)[3]
- Kumiko Aso como mãe (おかあさん, Okāsan)[3]
- Mitsuo Yoshihara como homem misterioso (謎の男, Nazo no otoko)[3]
- Yoshiko Miyazaki como avó (ばあば, Ba aba)[3]
- Kōji Yakusho como avô (じいじ, Jīj)[3]
- Masaharu Fukuyama como rapaz jovem (青年, Seinen)[3]

## Lançamento
A estreia mundial do filme ocorreu no Festival de Cannes a 16 de maio de 2018, e em julho de 2018 foi exibido no Festival de cinema de animação de Annecy e Festival de Cinema de Sydney. O filme foi lançado no Japão a 20 de julho de 2018.
A Madman Entertainment adquiriu os direitos de distribuição do filme para a Austrália e Nova Zelândia, que foi lançado nos cinemas australianos a 23 de agosto de 2018, e nos cinemas neozelandeses a 20 de setembro do mesmo ano. A Anime Limited foi a empresa responsável pela distribuição do filme no Reino Unido e na Irlanda, tendo exibido o filme no Festival de Cinema de Londres a 13 de outubro de 2018, e em japonês nos cinemas a 2 de novembro, e em inglês a 4 de novembro. A GKIDS distribuiu o filme na América do Norte, que foi exibido no Festival Animação é Cinema, em Los Angeles, a 19 de outubro de 2018, e nos cinemas a 30 de novembro de 2018.

## Romance
A adaptação literária do filme realizada por Mamoru Hosoda foi anunciada em abril de 2018, e publicada em três versões pela Kadokawa. A primeira versão foi publicada a 15 de junho de 2018, sob o rótulo literário da Kadokawa Bunko, a segunda versão foi publicada a 30 de junho do mesmo ano, sob o rótulo  Kadokawa Tsubasa Bunko, e a terceira versão foi publicada a 1 de julho do mesmo ano, sob o rótulo da Kadokawa Sneaker Bunko. Durante a exposição de animé Anime Expo de 2018, a editora Yen Press anunciou que comprou os direitos de publicação da obra.